# Parque nacional Aniuiski
Parque Nacional Aniuiski (en ruso: Анюйский национальный парк) cubre la cuenca del río Aniui, en la ladera occidental de la cordillera central de Sijoté-Alín en el Extremo Oriente ruso. El río Aniui fluye hacia el oeste hasta el río Amur, el principal río de la región, mientras que hacia el noreste desemboca en el mar de Ojotsk. El parque es importante porque crea un corredor ecológico desde la baja llanura aluvial del Amur hasta las altas montañas boscosas del Sijoté-Alín. El parque está situado en el raión de Nanáiski, en el krai de Jabárovsk, a unos 80 kilómetros río abajo (es decir, al noreste) de la ciudad de Jabárovsk. La zona es remota, con pocos pueblos y una población escasa. La zona ha dependido históricamente de la pesca del salmón, la tala y la caza. La población indígena local es el pueblo Nanai, que representa aproximadamente una cuarta parte de los asentamientos cercanos.

## Topografía
Los límites del parque forman una herradura que sigue las crestas divisorias de las pequeñas cuencas de los ríos Aniui y Pihtsy, que fluyen hacia el oeste hasta el río Amur. La parte oriental del territorio es montañosa, mientras que la parte inferior occidental es en su mayor parte una llanura aluvial. Aproximadamente el 45% de la cubierta arbórea del parque es taiga del Lejano Oriente, el 30% es subtaiga (bosque de coníferas de media montaña), el 14% es llanura aluvial de ríos y deltas, y el 11% es pantano. Con una cuarta parte de su territorio siendo humedal templado de la cuenca del río Amur-Heilong, Aniuiski es un hábitat importante para las especies de humedales y peces en los arroyos de montaña sobre el Amur. El límite sur sigue la línea norte de la cadena montañosa divisoria de las «Tres Hermanas»".

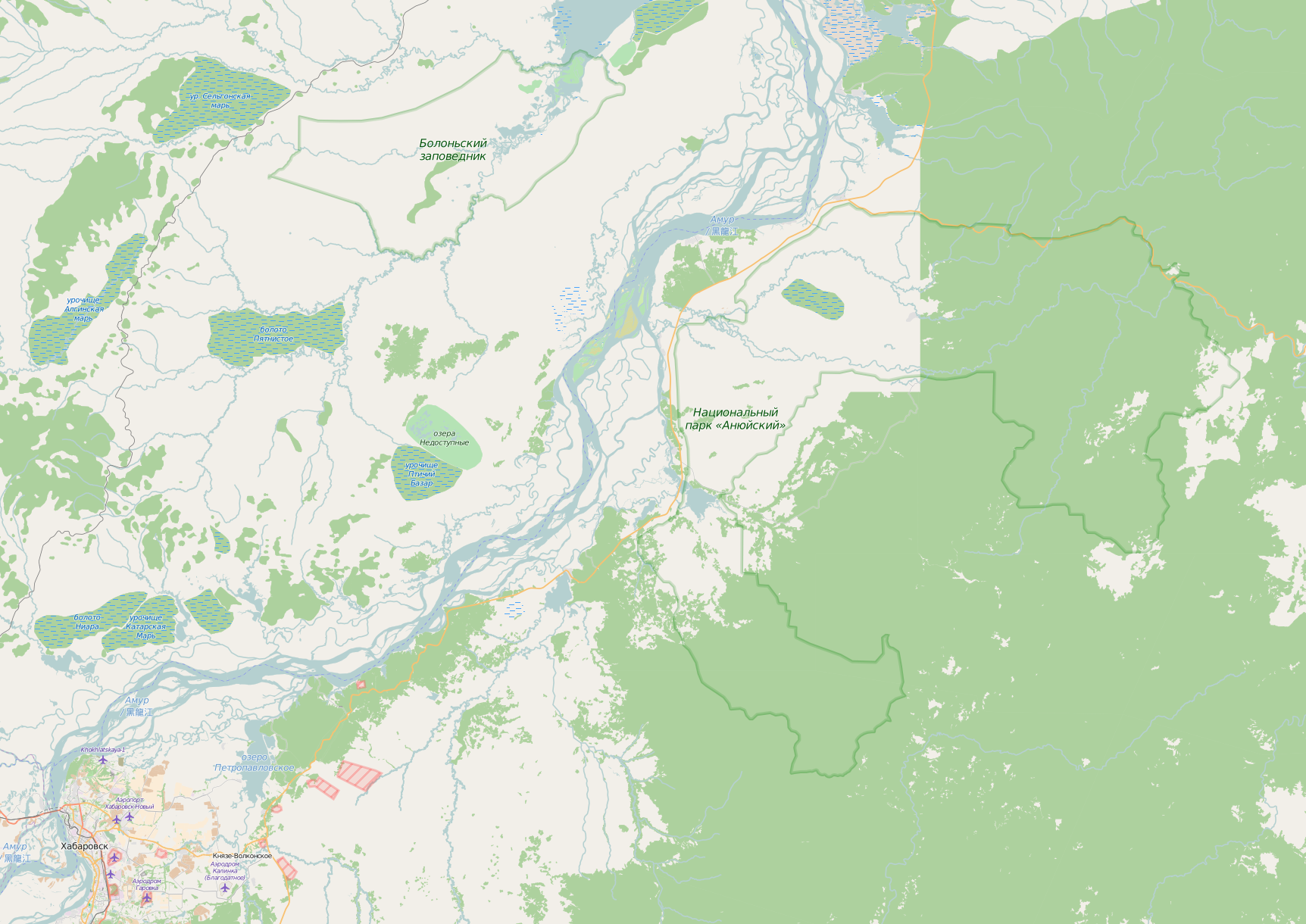
Límites del Parque Nacional Aniuiski (centro-derecha). Obsérvese la forma de herradura invertida, con la parte superior cerca de la ciudad de Troitskoye, en el río Amur, que fluye hacia el noreste. El parque se extiende hasta las montañas Sijote-Alin al este. La ciudad de Jabárovsk está en la parte inferior izquierda.

La mitad occidental del parque se encuentra en una prolongación oriental baja de la llanura de Sredneamurskaya. Esta llanura es una depresión plana y pantanosa situada entre la cordillera Sijoté-Alín al este y la Pequeño Jingán al oeste. Se trata de las tierras bajas aluviales de la llanura de inundación del río Amur, hasta 40 metros de altitud. El ala sureste del parque es el valle del río Pihtsy y es relativamente plana. El ala noreste es el valle del río Aniui y sus afluentes, y tiene cañones más empinados y profundos, y una altitud media de 600 metros. La cabecera última del Aniui es Tordoki Yani, el pico más alto de Sijoté-Alín.

## Clima y ecorregión
Aniuiski tiene un subtipo de clima continental húmedo, con veranos cálidos (clasificación climática de Köppen Dwb), con cuatro estaciones distintas, inviernos fríos y secos (precipitaciones inferiores a una décima parte de la lluvia del verano) y veranos cálidos y húmedos. Estas ecorregiones son conocidas por sus bosques templados con follaje otoñal.
Aniuiski se encuentra en la ecorregión de bosques latifoliados y mixtos de Ussuri. Según la Federación Mundial de Vida Silvestre (WWF), «en comparación con otros ecosistemas templados, el nivel de endemismo en plantas e invertebrados en la región es extraordinariamente alto». Este alto nivel de biodiversidad se atribuye al número de regiones ecológicas que convergen en la región, la naturaleza aislada de la porción rusa del río Amur Básico (en comparación con sus contrapartes chinas y coreanas más desarrolladas) y la falta de glaciación en la edad de hielo más reciente.
La ecorregión de agua dulce de Aniuiski es la "Cuenca del Bajo Río Amur" (número 528). El río Amur alberga más especies de agua dulce que cualquier otro río de Rusia (120 especies) y es conocido por el salmón que migra río arriba por el Amur y sus arroyos de montaña afluentes.

## Flora y fauna
El parque es un componente crítico de la red de áreas protegidas en el medio y bajo Amur, en particular porque integra un hábitat continuo desde llanuras de inundación de ríos, pasando por subtaigas de valles y montañas de robles mongoles y pinos coreanos, hasta crestas montañosas. El enorme pino cedro coreano ha sido descrito como el "corazón del ecosistema" por el Fondo Mundial para la Naturaleza. Las poblaciones de pino coreano se han reducido en dos tercios en los últimos 50 años y cada vez más se están convirtiendo en un blanco de la tala ilegal en la zona que rodea Aniuiski.
El tigre de Amur, en peligro de extinción, es una especie residente del parque, al igual que la mayoría de las especies de montaña del norte de Sijoté-Alín. Las llanuras de inundación inferiores son importantes porque sustentan a las aves migratorias. Las especies vulnerables del parque incluyen la comadreja de montaña (casi amenazada), el oso negro asiático (vulnerable) y el ratón de abedul de cola larga (con datos deficientes, según la definición de la UICN).

## Historia y estado actual
Los Nanai eran los habitantes tradicionales de los asentamientos rurales locales. En el límite interior del parque, el pequeño pueblo de Arsenyevo fue un lugar de exilio durante la colectivización de la década de 1930; también sirvió como campo de prisioneros de guerra japoneses en la década de 1940.
En 2011 se completó el oleoducto Sajalín-Jabárovsk-Vladivostok, utilizando una sección de un oleoducto anterior a lo largo del río Amur sobre Jabárovsk. El oleoducto discurre por el límite occidental del parque Aniuiski. El operador Gazprom afirma que "durante la construcción de las instalaciones del gasoducto se cumplió con los estrictos requisitos de impacto ambiental mínimo. Las obras se llevaron a cabo dentro de las líneas de comunicación existentes y se remediaron las tierras perturbadas durante la construcción". En 2012, el parque informó de la apertura de un centro de visitantes y de que 50 personas trabajaban en el parque.
En 2015, un tigre de Amur llamado "Uporny" (que en ruso significa "obstinado") fue liberado en la región y, después de vagar durante seis semanas, el GPS registró que había elegido un territorio dentro del Parque Nacional Aniuiski. El director del Centro del Tigre de Amur señaló que “nos sentimos alentados por el comportamiento de Uporny hasta ahora. Se mantiene alejado de la gente en zonas muy remotas e incluso evita cualquier infraestructura creada por el hombre. Durante todo el período transcurrido desde su liberación, nunca utilizó los caminos ni siquiera los senderos forestales abandonados".